# クーヨー諸島
クーヨー諸島（英語: Cuyo Archipelago）はフィリピンのスールー海北部に存在する諸島。ミンドロ島の南、パラワン島とパナイ島の間ほどの位置に存在する。諸島は57km2の面積があり、南北に14km程度の大きさの最大の島であるクーヨー島を中心としている。
45個の島と小島からなる諸島で、合計の面積は130km2ほどである。クーヨー諸島は2つの小諸島に分かれており、北部はクイニリューバングループと呼ばれ、南はクーヨーグループと呼ばれ主要自治体の中心となる島々から構成される。
地質的には本島のパラワン島と関係しており、ルソン弧の西の端に位置している。クーヨー島は火山島で、北部のクイニリューバンも火山後の隆起珊瑚環礁だとされ、いくつかの峰の高さは火山性の隆起を強く裏付けている。ほかの多くの島々は純粋に珊瑚によって形成されたと見られる。
クーヨー諸島は南部と西部のクーヨー、東部のマグサイサイ、北部のアグタヤの3つの自治体に分けられる
2010年時点で、諸島全体で45,718人の住民が居住している。
北から南にクイニリューバン、パマリカン島、マナモック島、アグタヤ島、クーヨー島などが主要な島として知られる。
クーヨー諸島とパナイ島の間の海峡はクーヨー東水道と呼ばれている。

## 島

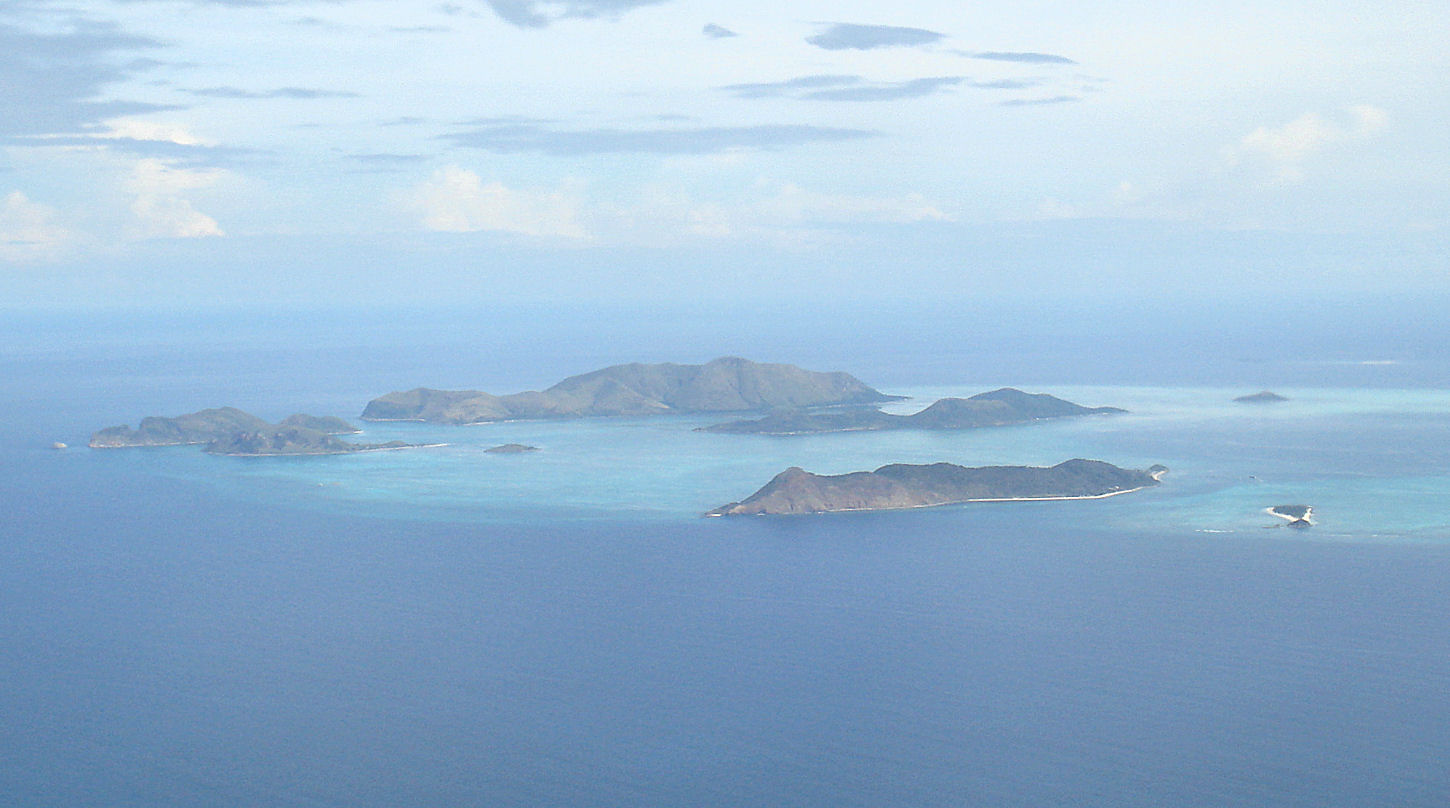
クイニリューバン（英語版）諸島、クーヨー諸島の北部に存在する
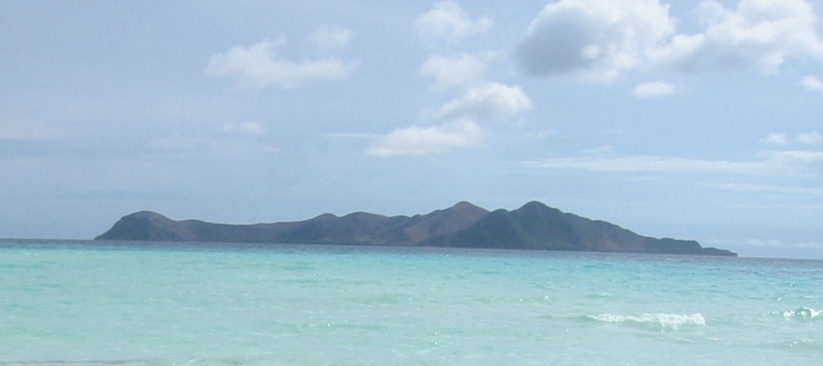
マナモック島、クーヨー諸島の北西に位置する
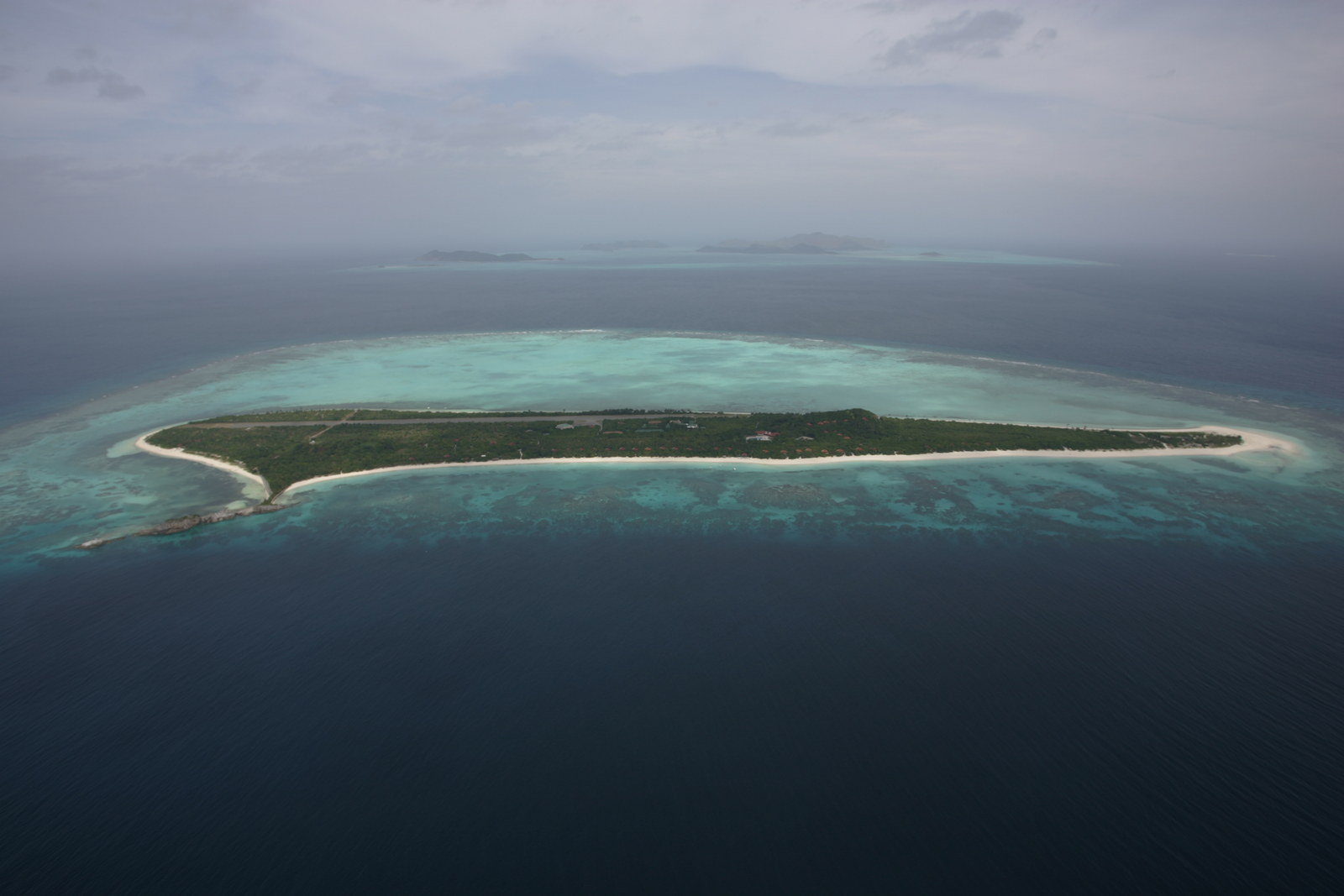
パマリカン島、クーヨー諸島北西に位置する
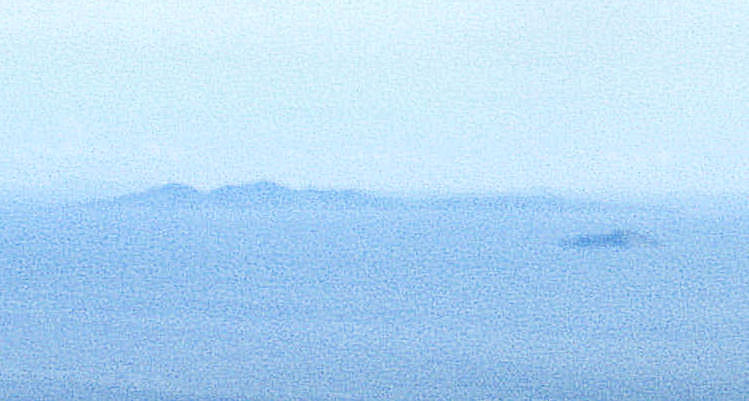
アグタヤ島、手前はオコ島

## 註
1. ↑  Traveler's Companion Philippines 1998 p.214 Kirsten Ellis, Globe Pequot Press Globe Pequot, 1998
2. 1 2 3 4  The Philippine Island world: a physical, cultural, and regional geography by Frederick L. Wernstedt, Joseph Earle Spencer p.24
3. ↑  “Total Population by Province, City, Municipality and Barangay: as of May 1, 2010”. 2010 Census of Population and Housing.   National Statistics Office. 2012年11月7日閲覧。